# Matthias Egger
Matthias Egger es profesor de epidemiología y salud pública en la Universidad de Berna en Suiza, así como profesor de epidemiología clínica en la Universidad de Bristol en el Reino Unido.

## Educación y carrera
Egger completó su formación clínica en la Universidad de Berna y en la Escuela de Higiene y Medicina Tropical de Londres. Se incorporó a la facultad de la Universidad de Berna en 2002 y ese año también se convirtió en profesor en la Universidad de Bristol. Desde enero de 2017, Matthias Egger es presidente del Consejo de Investigación de la Fundación Nacional Suiza para la Ciencia.

## Trabajo científico
En 1997, Egger publicó un artículo que describe un método para detectar sesgos en metanálisis mediante el análisis de gráficos en embudo. Este artículo ha sido citado más de 38.600 veces en Google Scholar hasta mayo de 2022.
En 2005, Egger publicó en The Lancet un estudio que comparaba 110 ensayos de homeopatía con 110 ensayos de medicina convencional. Encontró que había pruebas sólidas de que la medicina convencional era más eficaz que el placebo, pero sólo pruebas débiles de que la homeopatía lo era. Egger dijo a WebMD que en este estudio, "El efecto de la homeopatía desaparece si nos fijamos sólo en ensayos grandes y buenos; mientras que el efecto de los medicamentos convencionales sigue ahí".
Egger también ha publicado investigaciones sobre una amplia variedad de otros temas médicos, como la demografía de las personas que eligen el suicidio asistido, la asociación entre la exposición al ruido de los aviones y los ataques cardíacos, y la eficacia de las vacunas neumocócicas de polisacáridos.

## Otras actividades
Anticipador de la Ciencia y la Diplomacia de Ginebra (GESDA), miembro de la Junta Directiva (desde 2020)

## Métricas de autor
2024
- Cita : 424014
- Índice h : 183
- Índice 10 i10 :880